# Garwitz
Koordinaten: 53° 27′ N, 11° 42′ O
Garwitz ist ein Ortsteil der Gemeinde Lewitzrand im Landkreis Ludwigslust-Parchim in Mecklenburg-Vorpommern.

## Geografie
Garwitz liegt etwa neun Kilometer nordwestlich der Kreisstadt Parchim und 24 Kilometer südöstlich von Schwerin am Rande der Lewitz. Südlich des Ortes verlaufen die Elde und ein Altarm dieses Flusses. Die Ortslage ist im Westen und Süden von Wiesen und Ackerflächen umgeben. Im Osten schließt sich ein größeres Waldgebiet an. Das flache Gelände fällt von etwa 44 m ü. NHN im Norden des bebauten Gebietes auf etwa 38 Meter zur Elde hin ab.

## Geschichte

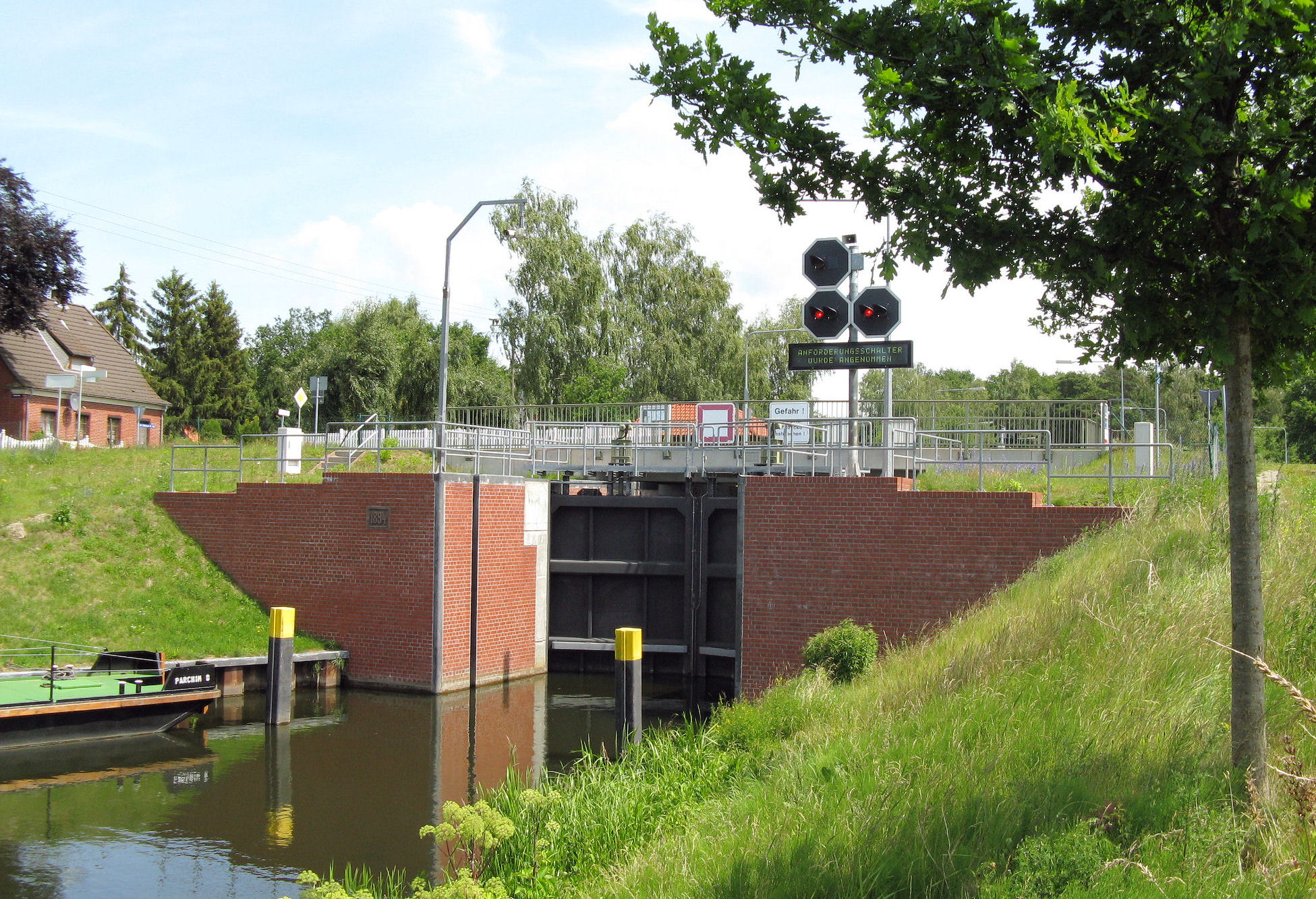
Schleuse in Garwitz

Die erste urkundliche Erwähnung als Garseviz stammt aus dem Jahr 1278. Die gotische Kirche wurde im 14. Jahrhundert errichtet. Die Schleuse ist ein Werk aus den Jahren 1891 bis 1894. Die aus dem Jahr 1922 stammende Brücke zum Nachbarort Matzlow wurde am 4. Mai 1945 durch deutsche Truppen gesprengt. Bereits 1951 wurde der Ersatzbau eröffnet. Seit 1958 prägten Meliorationsarbeiten in der Lewitz entscheidend die Umgebung des Ortes. 1965 eröffnete das Freibad. Im gleichen Jahr schlossen sich  Matzlow und Garwitz zur Gemeinde Matzlow-Garwitz zusammen.
Zeitgleich mit den in Mecklenburg-Vorpommern durchgeführten Kommunalwahlen am 7. Juni 2009 vereinigten sich die Gemeinden Matzlow-Garwitz, Raduhn und Klinken zur neuen Gemeinde Lewitzrand.

## Sehenswürdigkeiten

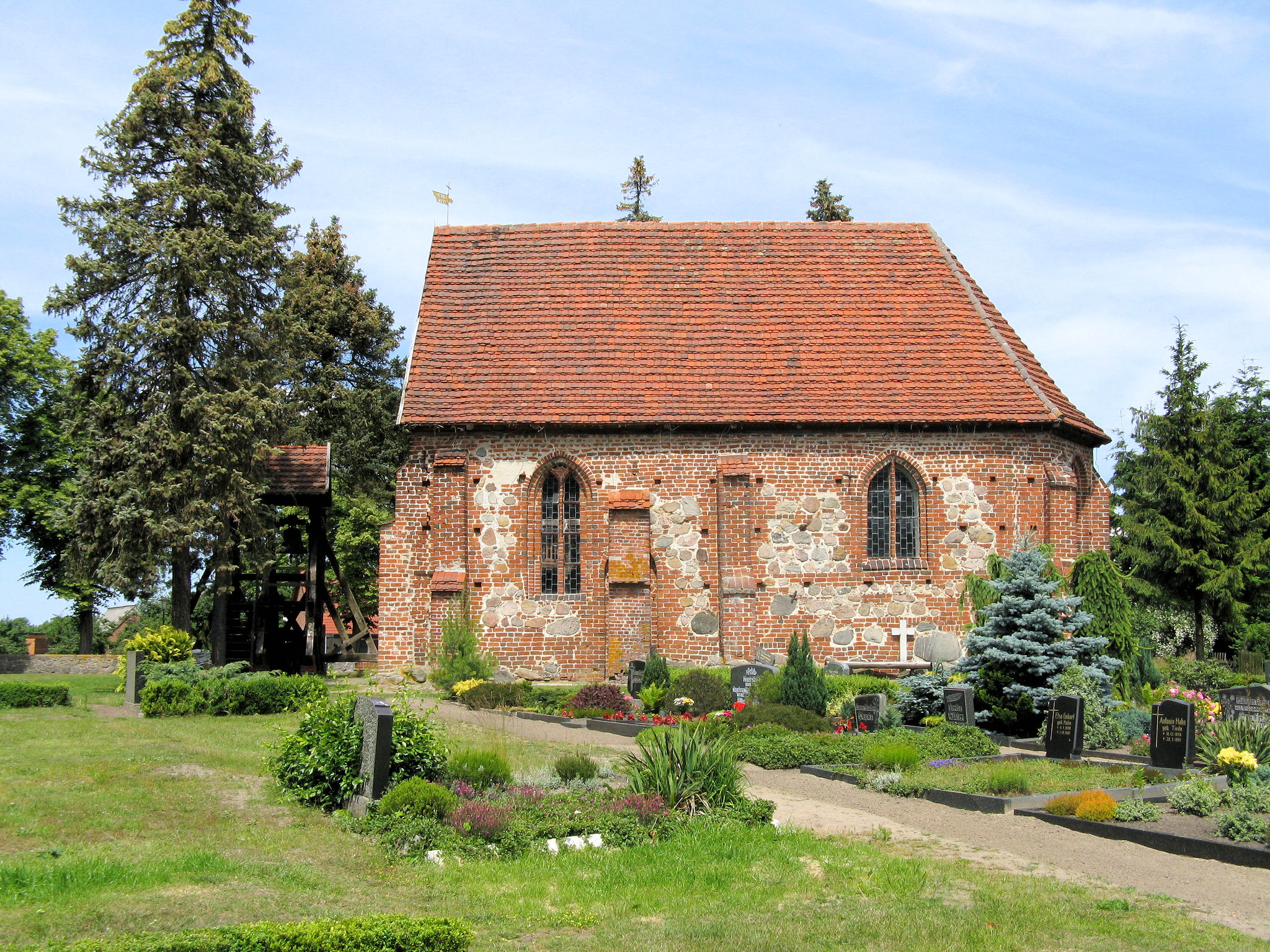
Dorfkirche in Garwitz

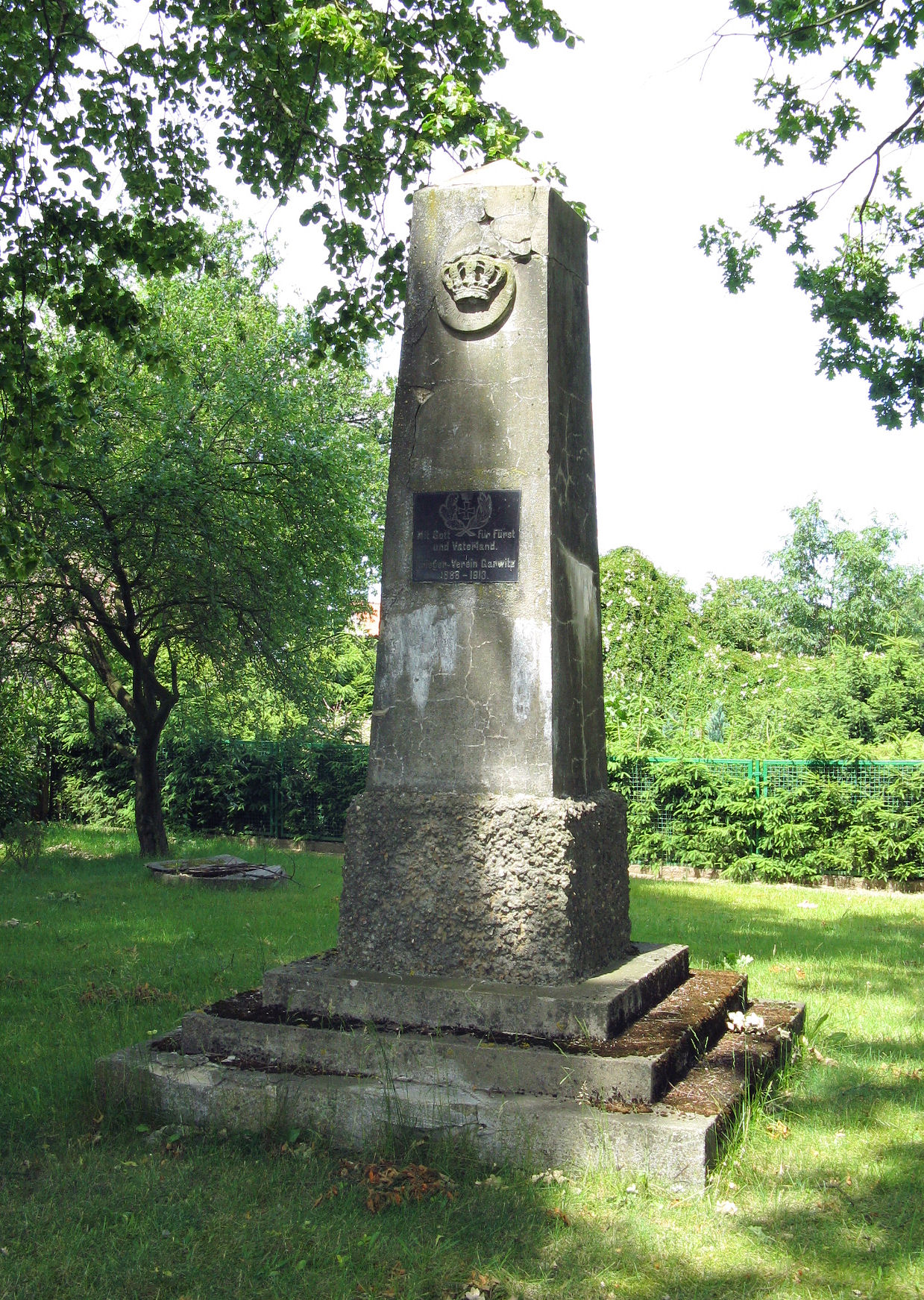
Kriegervereinsdenkmal

Die gotische Dorfkirche Garwitz mit dreiseitigem Ostschluss wurde im 15. Jahrhundert als Marienkirche erbaut. Der westlich der Kirche befindliche, freistehende Glockenstuhl wurde 1996 restauriert und besitzt zwei Glocken aus den Jahren 1453 und 1954. Zur Inneneinrichtung der Kirche gehören ein Altaraufsatz in Form eines gotischen Flügelschreins aus dem 15. Jahrhundert, der aus Crivitz übernommen wurde, eine Orgelempore mit Schnitzfiguren in der Brüstung, die aus einem ehemaligen Altarschrein stammen, und ein Kronleuchter von 1714.
Neben der Kirche mit Glockenstuhl und Glocken stehen in der Lindenstraße ein Bauernhaus, zwei Büdnereien, das Pfarrhaus mit Scheune, Stall und Mauer, eine weitere Scheune, das Kriegerdenkmal 1914/18 und das Kriegervereinsdenkmal sowie am Ortsrand die Schleuse unter Denkmalschutz.

## Infrastruktur

### Verkehr
Durch Garwitz verläuft die Landesstraße 9 von Crivitz nach Parchim. Die Kreisstraße 66 stellt eine Verbindung in die östlich liegenden Orte Alt Damerow und Domsühl her. Der nächstgelegene Bahnhof an der Bahnstrecke Ludwigslust–Parchim befindet sich in Spornitz. Die Bundesautobahn 24 wird über den Anschluss Neustadt-Glewe in 13 Kilometern erreicht. Die Elde-Schleuse wird in der Saison vor allem von Freizeitkapitänen und Sportbooten frequentiert.

### Tourismus
Nahe der Schleusenanlage befindet sich ein von der Gemeinde betriebenes Freibad und weiter östlich eine Feriensiedlung. An der Mündung des Elde-Altarms in die Elde besteht seit 1998/99 eine Marina mit 45 Bootsanlegeplätzen.

## Persönlichkeiten
- Johannes Joachim Theodor Krüger (* 4. November 1887 in Garwitz; † 10. Dezember 1917 in Le Tréport), Feldartillerist im Ersten Weltkrieg